# 德内 (曼恩-卢瓦尔省)
德内（法語：Denée，法語發音：[dəne] ⓘ）是法国曼恩-卢瓦尔省的一个市镇，位于该省中部，属于昂热区。

## 地理
德内（47°22'46"N, 0°36'28"W）面积15.6 平方千米，位于法国卢瓦尔河地区大区曼恩-卢瓦尔省，该省份为法国西部内陆省份，大致对应安茹地区，北起顺时针与马耶讷省、萨尔特省、安德尔-卢瓦尔省、维埃纳省、德塞夫勒省、旺代省、大西洋卢瓦尔省和伊勒-维莱讷省接壤。
与德内接壤的市镇（或旧市镇、城区）包括：贝于阿尔、布什曼恩、卢埃河畔莫泽、卢瓦尔河畔罗什福尔、卢瓦尔河畔圣热姆、圣让德拉克鲁瓦、萨沃尼耶尔。

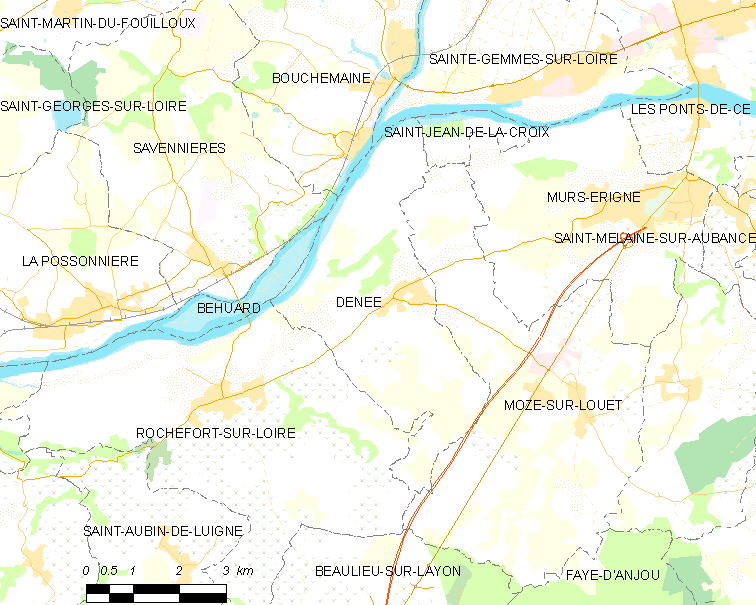
的OSM定位图

德内的时区为UTC+01:00、UTC+02:00（夏令时）。

## 行政
德内的邮政编码为49190，INSEE市镇编码为49120。

## 政治
德内所属的省级选区为卢瓦尔河畔沙洛讷县。

## 人口

1962-2008年间人口变化图示

德内于2022年1月1日时的人口数量为1448人。